# 大弯街道
大弯街道，是中华人民共和国四川省成都市青白江区下辖的一个乡镇级行政单位。

## 行政区划
大弯街道下辖以下地区：
怡湖社区、石家碾社区、大弯社区、肖家院社区、化工路社区、革新村、大夫村、黄金村和双元村。